# El Tarf
El Taref (em árabe:  الطارف) é uma cidade na Argélia. É a capital da El Taref (província). La Calle é um vila portuária próxima de El Taref. El Taref fica à 700 km a leste de Argel.
General Electric e Iberdrola estão construindo uma central eléctrica em El Taref, que começou em meados de 2008, um projeto que irá aumentar a capacidade energética da Argélia em 18%.